# Somewhere Other Than the Night
«Somewhere Other Than the Night» — песня, записанная американским кантри-музыкантом Гартом Бруксом, вышедшая в качестве 2-го сингла с его четвёртого студийного альбома The Chase (1992). Авторами песни выступили Кент Блейзи и сам Гарт Брукс.

## Отзывы
Дебора Эванс Прайс из журнала Billboard дала положительную рецензию на трек, назвав её «балладой для созерцания». Далее она говорит, что Брукс «мощно и драматично дает представление о взаимоотношениях и показывает их в качестве примера».

## Чарты
Песня дебютировала 17 октября 1992 года на 69-м месте в кантри-чарте Hot Country Singles & Tracks. Песня провела там 20 недель и достигла первого места в дату с 16 января 1993 года, где оставалась одну неделю, став для Брукса его 10-м кантри-чарттоппером.

### Еженедельные чарты
| Чарт (1992—1993)                  | Высшая позиция |
| --------------------------------- | -------------- |
| Канада (RPM Country Tracks)       | 1              |
| США (Billboard Hot Country Songs) | 1              |

### Годовые итоговые чарты
| Чарт (1993)                    | Позиция |
| ------------------------------ | ------- |
| Канада, Country Tracks (RPM)   | 36      |
| США, Country Songs (Billboard) | 75      |